# Pericoma
Pericoma is een muggengeslacht uit de familie van de motmuggen (Psychodidae).

## Soorten
- P. affinis Krek, 1985
- P. alhambrana Vaillant, 1978
- P. alticola Vaillant, 1955
- P. americana Kincaid, 1901
- P. ancyla Quate, 1955
- P. antennata Krek, 1983
- P. arvernica Vaillant, 1978
- P. aterrima (Banks, 1914)
- P. attenuata Vaillant, 1978
- P. barbarica Vaillant, 1955
- P. barremica Vaillant & Withers, 1993
- P. blandula Eaton, 1893
- P. bosnica Krek, 1967
- P. bunae Krek, 1979
- P. calcifera Vaillant & Withers, 1993
- P. calcilega Feuerborn, 1923
- P. californica Kincaid, 1901
- P. complexa Quate, 1955
- P. consigliana Sara, 1953
- P. corsicana Vaillant, 1955
- P. diversa Tonnoir, 1919
- P. egeica Vaillant, 1979
- P. exquisita Eaton, 1893
- P. fallax Eaton, 1893
- P. fluviatilis Dyar, 1926
- P. formosa Nielsen, 1964
- P. fuliginosa
- P. graecica Vaillant, 1978
- P. granadica Vaillant, 1978
- P. improvisa Wagner & Baez, 1993
- P. incrustans Vailant, 1978
- P. insularis (Wagner & Salamanna, 1984)
- P. kariana Vaillant, 1978
- P. lassenica Quate, 1955
- P. latina Sara, 1954
- P. limicola Vaillant, 1961
- P. ljubiliensis Krek, 1967
- P. ludificata Quate, 1955
- P. melanderi Quate, 1955

- P. modesta Tonnoir, 1922
- P. motasi Vaillant, 1978
- P. neoblandula Duckhouse, 1962
- P. neretvana Krek, 1972
- P. pallida Vaillant, 1978
- P. pannonica Szabó, 1960
- P. pingarestica Vaillant, 1978
- P. platystyla Wagner, 1986
- P. pseudocalcilega Krek, 1972
- P. pseudoexquisita Tonnoir, 1940
- P. restonicana Vaillant, 1978
- P. rivularis Berden, 1954
- P. scotiae (Curran, 1924)
- P. segregata Vaillant, 1978
- P. servadeii Salamanna, 1981
- P. sicula Quate, 1955
- P. signata (Banks, 1901)
- P. sitchana Kincaid, 1899
- P. slossoni (Williston, 1893)
- P. solitaria (Wagner & Salamanna, 1984)
- P. tatrica Szabó, 1960
- P. tenuistylis Vaillant, 1978
- P. tonnoiri Vaillant, 1978
- P. trifasciata (Meigen, 1818)
- P. truncata Kincaid, 1899
- P. usingeri Quate, 1955
- P. vestita Vaillant & Withers, 1993
- P. viperina Vaillant, 1961
- P. volpina Vaillant, 1978
- P. wirthi Quate, 1955